# Tara Leniston
Tara Louise Leniston (Crawley, 1 de mayo de 1983) es una actriz y modelo irlandesa de origen inglés.

## Carrera
Nació en Inglaterra, creció en condado de Clare, Irlanda, y también ha vivido en Corea, Suecia y Hong Kong. Viajó al extranjero con su padre Greg, que era director de Baltimore Technologies.
En 1995 Leniston comenzó su carrera de actriz mientras vivía en Seúl, apareciendo en Whats up Doogie, un programa de televisión infantil coreano. Un año después la familia se mudó a Londres, donde Leniston asistió a The Arts Educational School y estudió teatro durante dos años.
Después de terminar sus estudios, Leniston se mudó a Hong Kong con su familia y trabajó como presentadora de televisión para MTV's Channel V. Conoció a Jackie Chan en Hong Kong. Fue la primera mujer occidental en ser entrenada y fichada por el grupo Jackie Chan, creado por el actor para personas que él cree que tienen un talento excepcional. Su afiliación con el grupo la llevó a participar en la película de Chan El poder del talismán.
En 2003 se mudó a Nueva Zelanda para protagonizar su primera película, Meet Me in Miami, junto a los actores latinos Carlos Ponce y Eduardo Verastegui. El estreno de Meet me in Miami en Houston en el verano de 2006 hizo parte de la gira Giving Hope en ayuda de las víctimas del huracán Katrina.
También ha participado en varios cortometrajes, comerciales y campañas de modelaje para marcas como Ralph Lauren, The North Face y L'oreal.

## Filmografía destacada

### Cine y televisión
- 2008 - Raw - Nikki
- 2005 - Meet Me in Miami - Julia
- 2003 - El poder del talismán - Enfermera de Jai